# 相鉄興産
相鉄興産株式会社（そうてつこうさん）は、相鉄グループに属した企業である。砂利類の生産・販売、建設資材・事務用品・石油製品の販売などを事業としていた。以下のように、2つの法人の間でこの商号が事業と共に受け渡されているが、いずれもその後、相鉄グループを離脱してさらに社名変更している。
1. 1935年に相鉄砂利販売株式会社として創業、1963年から2012年まで相鉄興産株式会社、相鉄鉱業株式会社へ改名ののちグループ離脱、現社名は松上鉱業株式会社。
2. 1963年に古川砂利株式会社として創業、2012年から2020年まで相鉄興産株式会社、グループ離脱ののち改名、現社名は相立興産株式会社。

以下では便宜上、1を「（旧）相鉄興産」、2を「（新）相鉄興産」と呼称し、それぞれの沿革を順に記述する。

## 略年表・社名の変遷
| （旧）相鉄興産              | （旧）相鉄興産  | （新）相鉄興産     | （新）相鉄興産  |
| --------------------------- | --------------- | ------------------ | --------------- |
| 相鉄砂利販売                | 1935年 - 1943年 |                    |                 |
| 相武砂利                    | 1943年 - 1959年 |                    |                 |
| 相鉄砂利                    | 1959年 - 1963年 |                    |                 |
| 相鉄興産                    | 1963年 - 2012年 | 古川砂利           | 1963年 - 1968年 |
| 相鉄興産                    | 1963年 - 2012年 | 東海開発           | 1968年 - 2012年 |
| 相鉄鉱業                    | 2012年 - 2016年 | 相鉄興産           | 2012年 - 2020年 |
| 松上鉱業 (相鉄グループ離脱) | 2016年 -        | (相鉄グループ離脱) | (2017年 - )     |
| 松上鉱業 (相鉄グループ離脱) | 2016年 -        | 相立興産           | 2020年 -        |

## （旧）相鉄興産の沿革
- 1935年（昭和10年）8月28日 - 相鉄砂利販売株式会社として設立。
- 1943年（昭和18年）5月10日 - 田淵砂利販売株式会社を吸収合併。
- 1943年（昭和18年）6月30日 - 相武砂利株式会社へ社名変更。
- 1944年（昭和19年）5月1日 - 相武砂利興業株式会社を吸収合併。
- 1959年（昭和34年）11月10日 - 相鉄砂利株式会社へ社名変更。
- 1963年（昭和38年）4月1日 - 相鉄興産株式会社へ社名変更。
- 2001年（平成13年）10月1日 - 相模鉄道株式会社より砂利販売業と石油販売業を譲受。
- 2012年（平成24年）7月1日 - 建材商社業と石油販売業を東海開発株式会社（（新）相鉄興産株式会社）へ承継。（旧）相鉄興産株式会社は相鉄鉱業株式会社へ社名変更。
- 2016年（平成28年）3月24日 - 相鉄ホールディングスが所有する全株式を松上産業株式会社へ譲渡。松上鉱業株式会社へ社名変更し、相鉄グループを離脱。
- 2016年（平成28年）3月25日 - 本社を横浜市西区北幸2丁目9番14号から海老名市中央2丁目1番16号へ変更。
- 2019年（平成31年）4月22日 - 本社を平塚市夕陽ヶ丘61番7号へ変更。

## （新）相鉄興産の沿革
- 1963年（昭和38年）5月24日 - 静岡県島田市で古川砂利株式会社として設立。
- 1968年（昭和43年） - 大井川興産株式会社と合併し、東海開発株式会社へ社名変更。
- 2011年（平成23年） - 神奈川県横浜市西区へ本店移転。
- 2012年（平成24年）7月1日 - （旧）相鉄興産株式会社より建材商社業と石油販売業を承継。東海開発株式会社は相鉄興産株式会社へ社名変更。
- 2017年（平成29年）12月1日 - 相鉄ホールディングスが株式の90%を東和アークスに譲渡。後者の子会社となり、相鉄グループを離脱（相鉄ホールディングス保有株10%）。
- 2020年（令和2年）12月1日 - 相鉄ホールディングスが全保有株を東和アークスに譲渡。後者の100％子会社となり、相立興産株式会社へ社名変更。